# Park Stefana Batorego w Stargardzie
Park Stefana Batorego – położony w rozwidleniu ulic: Kościuszki i Spokojnej, po zachodniej stronie przyległy do Starego Cmentarza, jest drugim co do wielkości parkiem w Stargardzie zajmuje powierzchnię 7 ha.
Park powstał na dawnym, założonym w połowie XIX wieku cmentarzu ewangelickim – Neuer Friedhof (Nowy Cmentarz). W centralnej części cmentarza znajdowała się kaplica i dom pogrzebowy.
Po wojnie cmentarz był stopniowo dewastowany, a niemieckie nagrobki rozkradane i przerabiane na pomniki Polaków. Dopiero w 1970 teren ten zagospodarowano z przeznaczeniem na park. Dokonano nowych nasadzeń drzew i krzewów, wyrównano teren, ustawiono ławki.
W latach 90. odtworzono dawny układ ścieżek na terenie parku, a w 2008 roku zainstalowano lampy.
W pobliżu bramy głównej Starego Cmentarza znajduje się jedyny zachowany nagrobek niemiecki, w formie głazu narzutowego. 